# Співкафедральний Собор Пресвятого Імені Ісуса
Співкафедральний Собор Пресвятого Імені Ісуса — співкафедральний собор або технічний кафедральний собор Латинського патріарху Єрусалима. Розташований у християнському кварталі Єрусалима, приблизно на півдорозі між Новими воротами та Яффськими воротами, у стінах Старого міста.

## Історія
В 1187 році, після втрати хрестоносцями Єрусалиму, патріарша кафедра була переміщена в нову столицю королівства Сен-Жак-д'Акр. В 1291 році, після втрати хрестоносцями Акри — на Кіпр. Після розгрому Кіпрського королівства у війні з генуезцями і взяття в полон кіпрського короля П'єра II де Лузіньян, латинський патріарх відмовився залишатись на Кіпрі і в 1374 році кафедра була перенесена в Рим, де перебувала протягом 1374—1847 років.
23 липня 1847 папа Пій IX опублікував Апостольське послання про відновлення Латинського Патріархату Єрусалима і призначив Єрусалимським патріархом Джузеппе Валерга. В цьому ж році Османська імперія дозволила ієрархам католицької церкви побудувати новий собор в Єрусалим.
Співкафедральний собор, будівництво якого відбувалось у 1862—1872 роках з ініціативи патріарха Джузеппе Велерга, є частиною комплексу будівель Латинського патріархату Єрусалима, фактично єпископською церквою. Однак з історичних причин, офіційним кафедральним собором Католицької церкви в Єрусалимі вважається Храм Гробу Господнього.
Храм був освячений  11 лютого 1872 року, у двадцять п’яту річницю відновлення Латинського патріархату в Єрусалимі,

## Опис

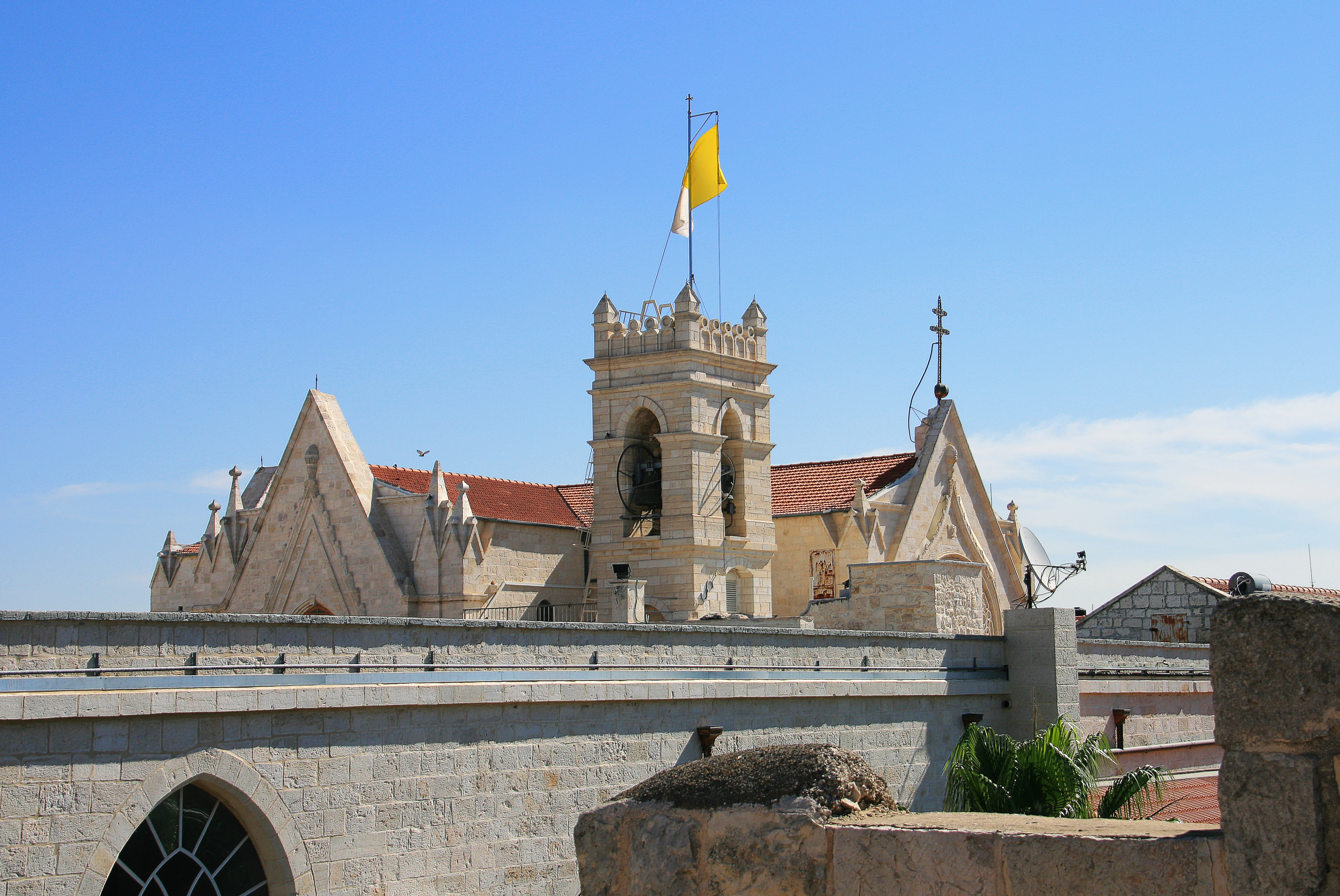
Вид на співкафедральний собор з західної міської стіни

Церква збудована у неоготичному стилі і має в плані грецький хрест довжиною 28 метрів і шириною 24 метра. Церква має три нави, ширина головної нави 8,5 метра, бічних приділів — 4,5 метра, над якими збудовані галереї.
Церква має чотири декоровані вітражі, що розміщені по кінцям хреста в головній наві і трансепті. Три з них мають однакову форму: на вітражі над головним вівтарем зображене воскреслого Христа як переможця над смертю, на вітражі ліворуч — розп'яття, а на вітражі праворуч — поклоніння волхвів. Західнє вікно над центральним входом є великим вікном-трояндою і його вітраж зображує чотирьох євангелістів.
Церква має п'ять вівтарів, три — в головній наві та двох приділах і два менших — у кінцях трансепту.
Всередині знаходиться точна копія бронзової статуї святого Петра, яку шанують у Соборі Святого Петра  у Ватикані.

У храмі поховані всі латинські патріархи, які змінювали один одного з 1847 року до сьогодні, за винятком патріарха кардинала Філіппо Камассеї, який помер у Римі 18 січня 1921 року і похований там на кладовищі Верано.

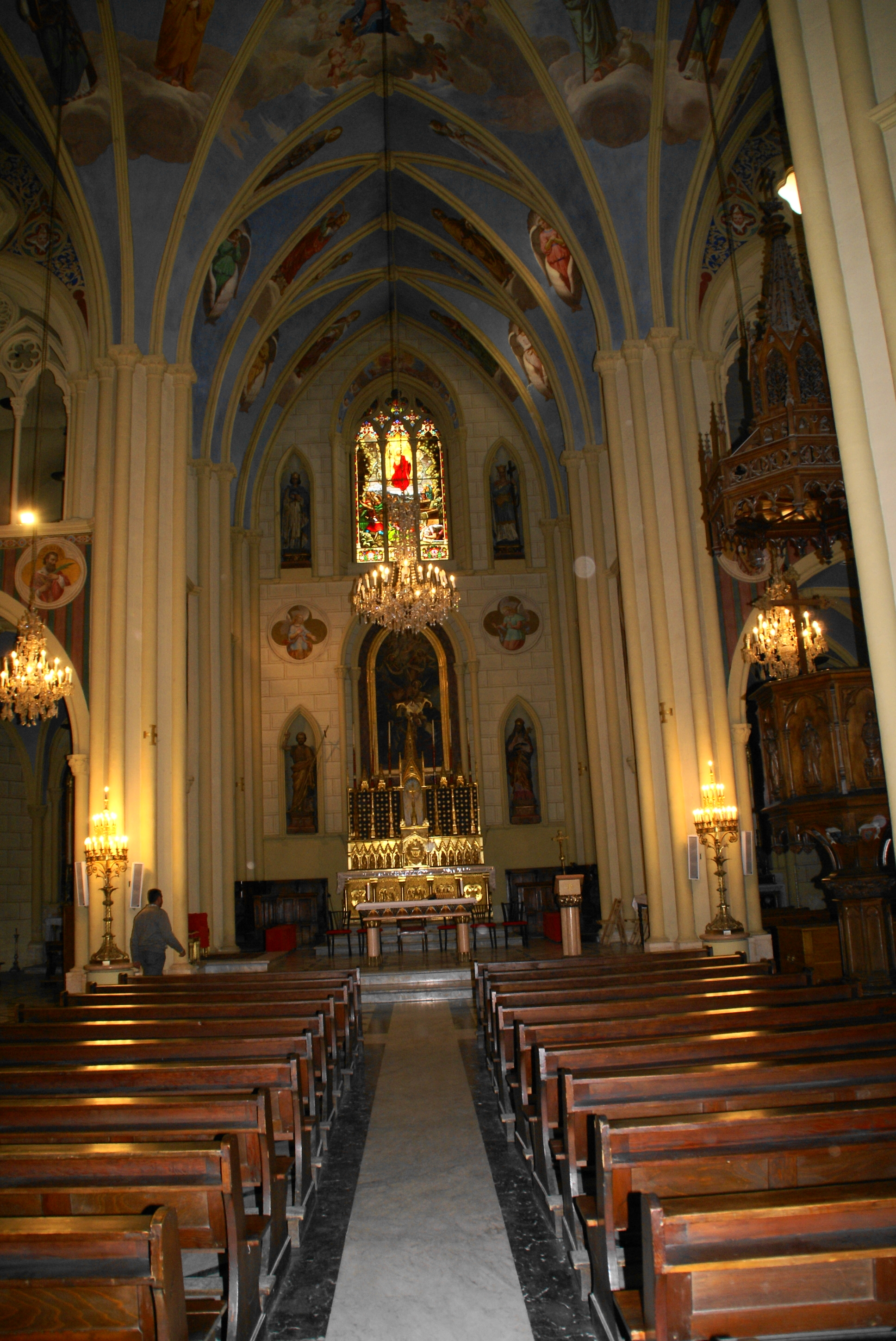
Вид зсередини вздовж головної нави
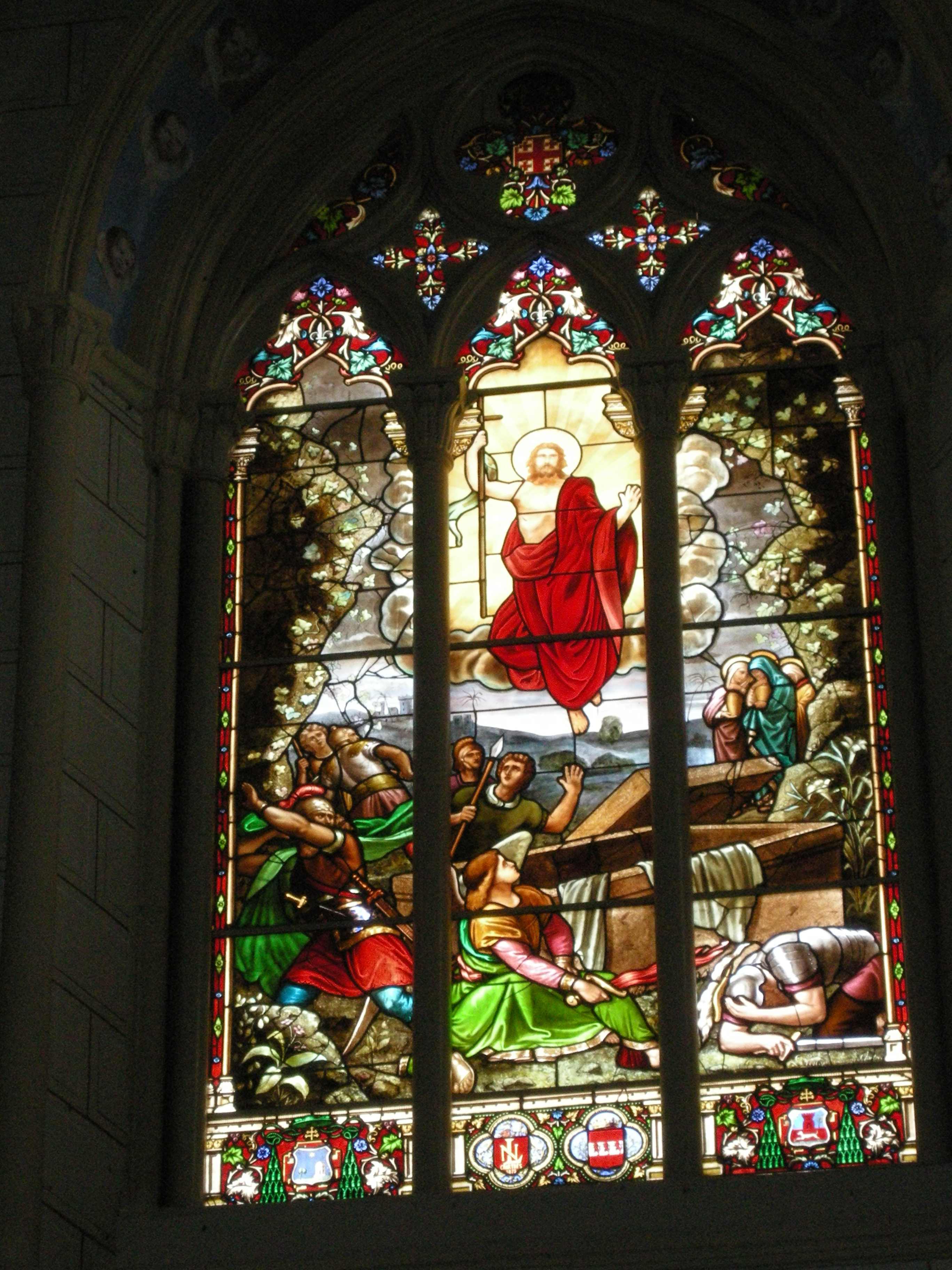
Вікно головного вівтаря: Воскресіння
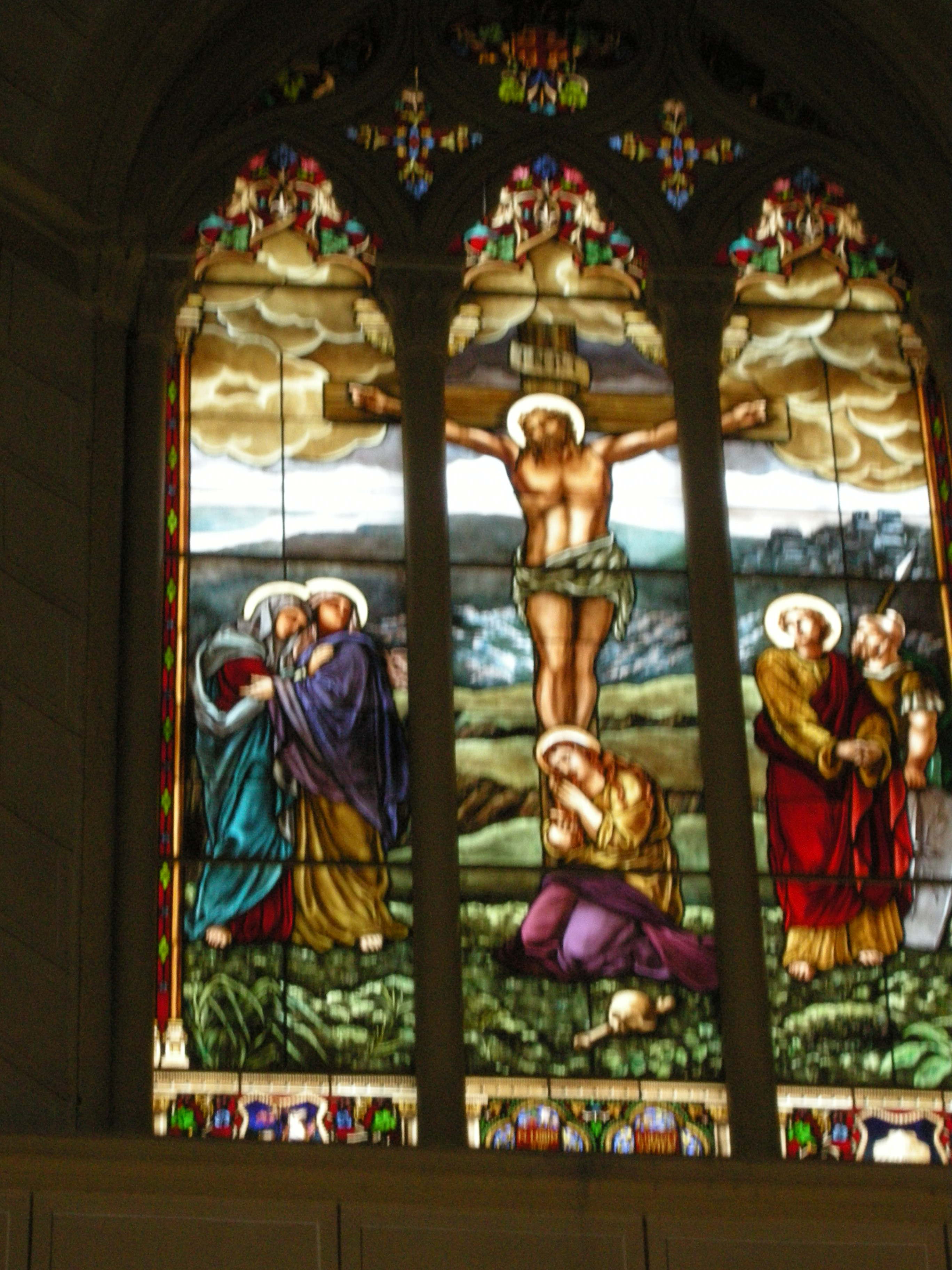
Вікно лівого півтрансепту: Розп'яття
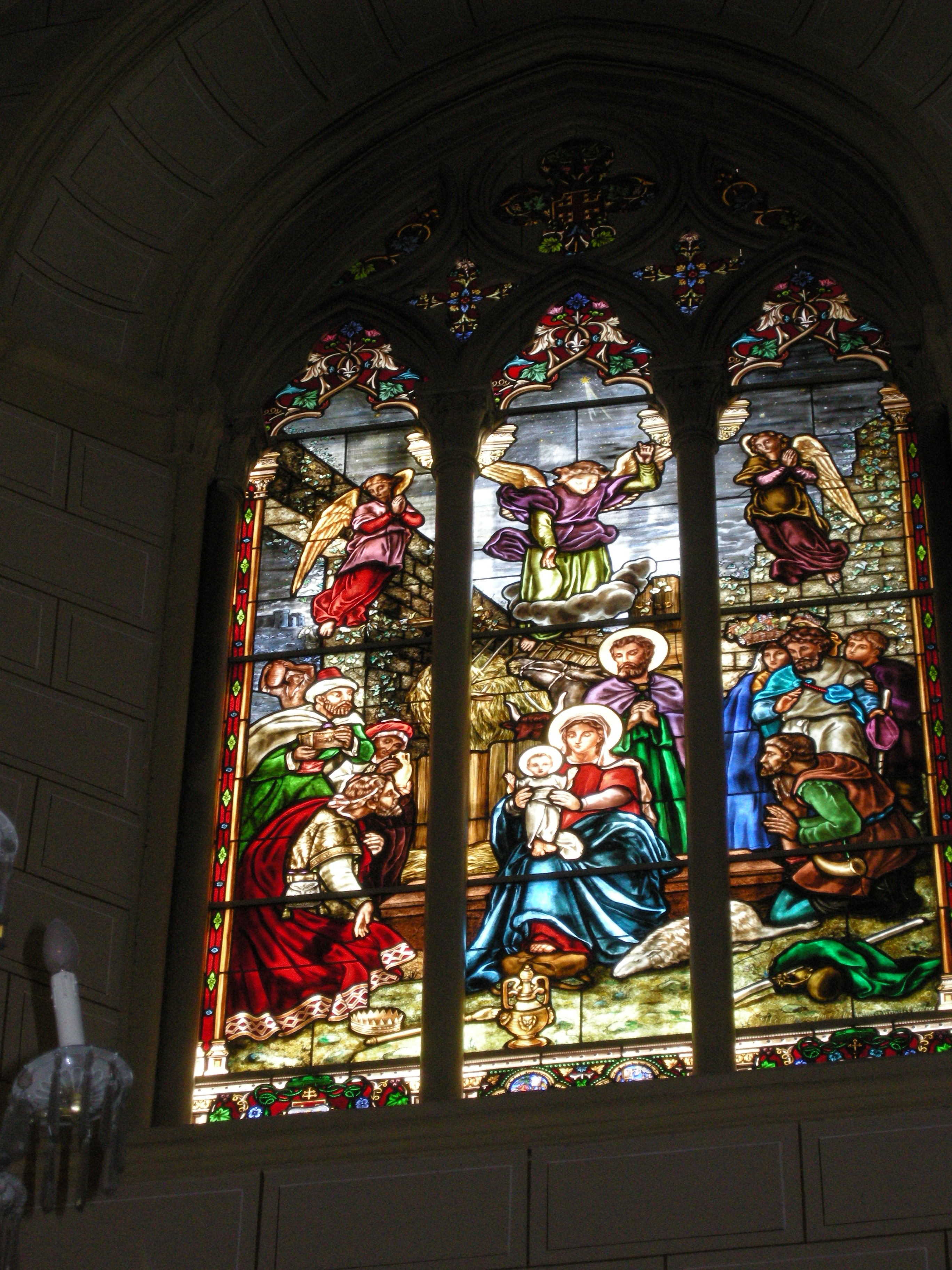
Праве вікно півтрансепту: Поклоніння трьох волхвів